# Catherine von Tiesenhausen
Pour les autres membres de la famille, voir Tiesenhausen.
La comtesse Catherine von Tiesenhausen (Katarina Fiodorovna en russe), petite-fille du maréchal prince Koutouzov, est une aristocrate germano-balte sujette de l'Empire russe, grande dame de la Cour impériale, elle fut demoiselle d'honneur de quatre impératrices successives et fut la maîtresse du prince Frédéric, futur roi de Prusse avec lequel elle eut un fils, grand-père paternel du prince Félix Ioussoupov.

## Biographie

### Famille et enfance

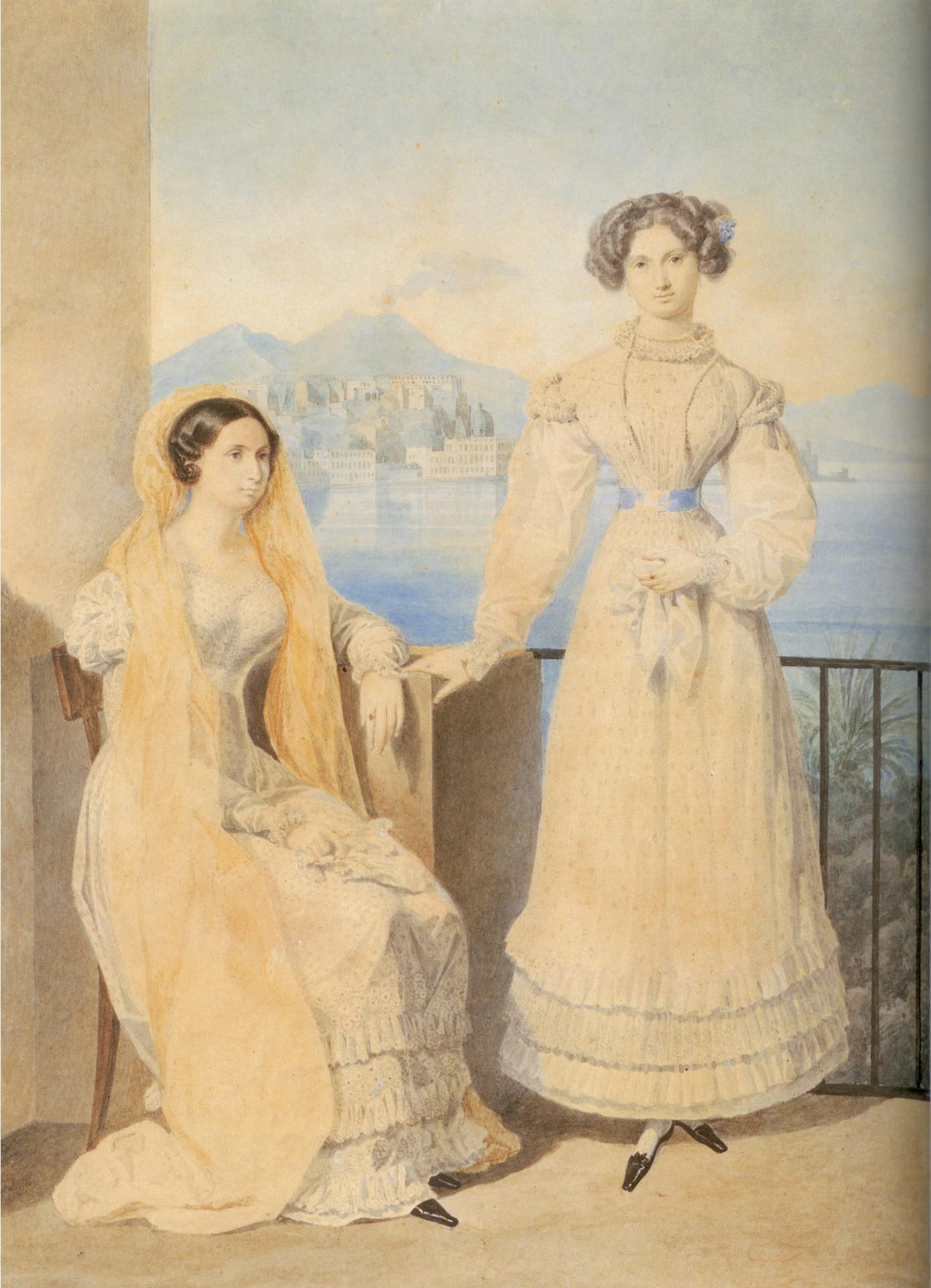
Catherine et sa sœur Dolly par Alexandre Brioullov

Les Tiesenhausen dont Catherine descend par son père sont l'une des principales familles de la noblesse germano-balte. C'est en 1198 que les frères Ethelbrecht et Dietrich von Tiesenhausen, s'installèrent en Livonie. On trouve aussi un Engelbert von Tiesenhausen en Livonie en 1210, chevalier et vassal de l'évêque de Dorpat, Hermann de Buxhoeveden (1163-1248) en 1224. Ses descendants s'installent dans de vastes domaines en Livonie. Lorsque les provinces baltes entrent dans l'Empire russe au XVIIIe siècle, les Tiesenhausen se font immatriculer dans les trois assemblées de la noblesse des gouvernements baltes et de Wilna, ainsi plus tard que dans celles des gouvernements russes de Voronej, Podolsk, Riazan, Saratov, Tver et Saint-Pétersbourg.
Catherine von Tiesenhausen est la fille aînée du comte Ferdinand von Tiesenhausen, aide-de-camp d'Alexandre Ier mort à Austerlitz  et de la princesse Élisabeth (surnommée Lisa ou Élisa) Koutouzova, fille du maréchal prince Koutouzov, héros russe des Guerres napoléoniennes. Sa mère, devenue veuve, se remarie en 1811 avec le général comte Nicolas Khitrovo, chargé d'affaires russe à Florence, auprès du Grand-Duc de Toscane. Catherine von Tiesenhausen passe donc son enfance, orpheline de père, à Reval puis son adolescence à Florence. 
Catherine n'a qu'une sœur, Dorothea (Daria ou Dolly) dont elle est très proche. Celle-ci, née en 1804, épouse en 1821 le comte Charles-Louis de Ficquelmont, grand militaire et diplomate autrichien, ministre-président de l'empire d'Autriche en 1848 et longtemps ambassadeur à Saint-Pétersbourg où le couple sera des proches de la famille impériale. Ils n'auront qu'une fille, unique nièce de Catherine, Elisabeth-Alexandrine , comtesse de Ficquelmont de naissance et princesse Clary-Aldringen par mariage.

### Demoiselle d'honneur à la Cour impériale

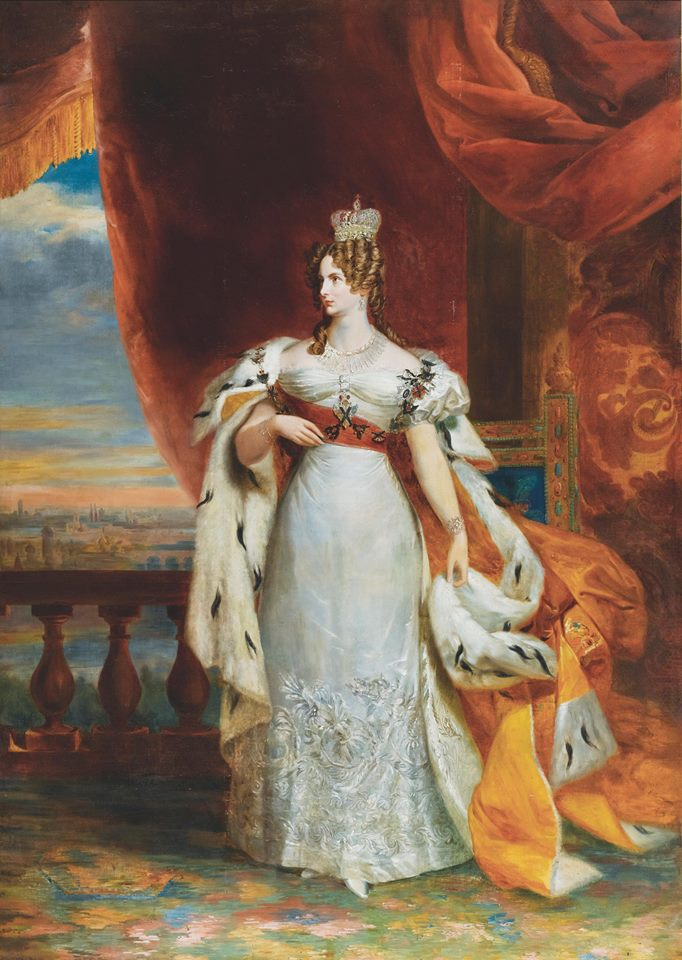
La tsarine Alexandra Fiodorovna (1826)

En 1812, à l'âge de neuf ans, la jeune Catherine, comtesse Tiesenhausen, devint demoiselle d'honneur de l'impératrice Elsabeta Alexeïevna de Russie. Les dames d'honneur à la cour impériale de Russie (придворные дамы) sont des dames de l'aristocratie en service à la cour auprès des femmes de la famille impériale et organisées selon la stricte hiérarchie de la table des rangs créée par Pierre le Grand. Catherine est demoiselle au portrait (Kammer-Fraülein), un rang qui était réservé à quatre ou cinq dames (ou plutôt demoiselles) d'honneur de haut rang, récipiendaires de l'ordre de Sainte-Catherine ou d'autres ordres: il s'agissait donc d'une fonction hautement honorifique et d'un grand privilège. Les titulaires avaient le droit de porter épinglé au corsage un portrait en miniature de l'impératrice, d'où leur nom. 
Privilège que Catherine conserve sa vie durant auprès des impératrices Alexandra Feodorovna, née princesse Charlotte de Prusse et épouse du tsar Nicolas Ier; Maria Alexandrovna, née princesse Marie de Hesse et du Rhin et épouse du tsar Alexandre II et Maria Feodorovna, née princesse Dagmar de Danemark et épouse du tsar Alexandre III. Restée toujours très proche de la famille impériale, Catherine est alors une des femmes les plus en vue de la Cour impériale russe. Sa position sociale, son prestige personnel et la proximité qu'elle sut entretenir avec chacune des quatre tsarines qu'elle servit font d'elle un des principaux membres de la grande noblesse russe de son temps.
Éminente figure du grand monde pétersbourgeois, Catherine sera un témoin privilégié de la vie politique et sociale de son temps, en cela et comme sa sœur Dolly, elle est la digne héritière de sa mère, la princesse Elisabeta Koutouzova (comtesse Khitrovo par mariage) qui fut une des femmes les plus éclairées de son temps, grande amie de Pouchkine, correspondant avec toute la haute société russe (une correspondance fournie existe notamment entre les Khitrovo et l'empereur Alexandre qui éprouve une certaine amitié pour les jeunes comtesses Catherine et Dolly). Lorsque sa mère et sa sœur reviennent s'installer à Saint-Pétersbourg au début des années 1830, Catherine fréquente assidûment leurs deux Salons qui ont lieu, quai du Palais, au Palais Ficquelmont et dont les familiers sont Tourgueniev, Piotr Viazemski, Ivan Kozlov ou encore Pouchkine. Le Salon de Dolly sera décrit par le prince Viazemsky comme étant un lieu de sagesse et d'esprit.

### Liaison et descendance

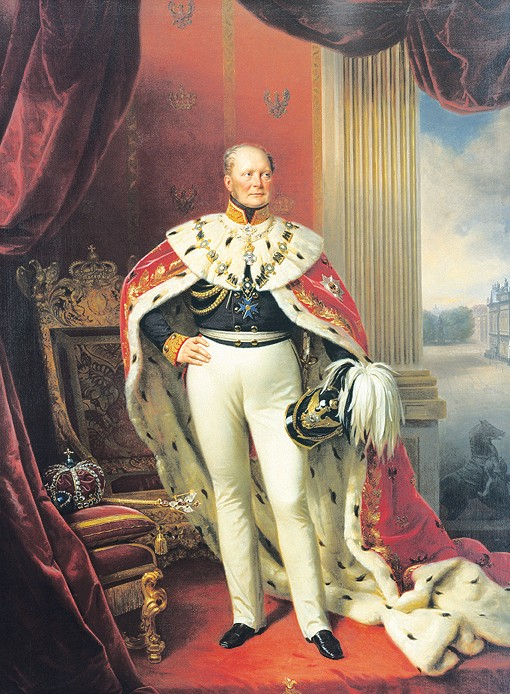
Frédéric-Guillaume IV de Prusse

La belle Catherine est l'une des femmes les plus admirées de la Cour impériale russe. En juin 1817, la princesse Charlotte de Prusse se rendit en Russie. Elle se convertit à l'orthodoxie et prit le nom de Alexandra Fiodorovna à la chapelle du palais d'Hiver. Le 13 juillet 1817, jour de son anniversaire, elle épousa le grand-duc Nicolas Pavlovitch, frère cadet du tsar Alexandre Ier et futur tsar Nicolas Ier. Charlotte de Prusse devint impératrice en 1825 et c'est par son intermédiaire que Catherine fit la connaissance de son frère, le jeune prince Frédéric-Guillaume, futur roi de Prusse de huit ans son aîné dont elle devint la maîtresse.
De leur liaison naquit un fils, Felix Elston (24 janvier 1820 – 30 octobre 1877). On s'est souvent interrogé sur l'origine de ce nom, la légende prétend ainsi que le patronyme est dérivé d'un jeu de mots sur l'origine du jeune homme : Elston viendrait ainsi de la phrase "elle s'étonne (d'être enceinte)", la Cour de Saint-Pétersbourg étant à l'époque complètement francophone. Felix Elston entra dans l'armée impériale russe, il s'illustra au siège de Sébastopol où il fut promu colonel. À partir de 1863, il est ataman des Cosaques du Kouban puis, après 1865, gouverneur impérial du Kouban, général de l'armée et, en 1875, il est nommé gouverneur militaire du Kharkiv. En 1855, il épousa l'héritière des comtes Soumarokov et, par décret impérial de 1859, il obtint le titre de comte Soumarokov-Elston et fut autorisé à transmettre les titres de sa belle-famille. De son union avec la comtesse Hélène Soumarokov, il eut sept enfants dont le comte Felix Soumarokov-Elston (1856-1928), qui épousa la princesse Zinaida Ioussoupova, fut autorisé à porter et transmettre le titre de prince Ioussoupov et fut le père du célèbre prince Félix Ioussoupov (1887-1967). Catherine et Frédéric-Guillaume étant donc les arrière-grands-parents paternel du prince.